# Navalquejigo
Navalquejigo är en ort i Spanien.   Den ligger i provinsen Provincia de Madrid och regionen Madrid, i den centrala delen av landet, 40 km nordväst om huvudstaden Madrid. Navalquejigo ligger 900 meter över havet och antalet invånare är 3 000.
Terrängen runt Navalquejigo är kuperad norrut, men söderut är den platt. Runt Navalquejigo är det tätbefolkat, med 735 invånare per kvadratkilometer. Närmaste större samhälle är Collado-Villalba, 4,9 km nordost om Navalquejigo. Omgivningarna runt Navalquejigo är i huvudsak ett öppet busklandskap.